# Call Me If You Get Lost
Call Me If You Get Lost (stylizowany na: CALL ME IF YOU GET LOST) – siódmy album studyjny amerykańskiego rapera i producenta Tylera, the Creatora. Album został wydany 25 czerwca 2021 roku nakładem wytwórni Columbia Records.
Narratorem w albumie jest DJ Drama a gościnnie wystąpili na nim między innymi: 42 Dugg, YoungBoy Never Broke Again, Ty Dolla Sign, Lil Wayne, Domo Genesis, Brent Faiyaz, Lil Uzi Vert i Pharrell Williams. Produkcją zajął się sam Tyler, a dodatkowymi producentami byli: Jamie xx i Jay Versace. Okładka przedstawia kartę identyfikacyjną postaci o imieniu Tyler Baudelaire, w nawiązaniu do francuskiego poety Charles’a Baudelaire’a, którego twórczość została uznana przez dziennikarzy muzycznych za porównywalną z wyraźnym charakterem i tematyką co muzyka Tylera. Gatunki muzyczne jakie są na albumie obejmują: hip hop, pop, jazz, soul i reggae. Call Me If You Get Lost był wspierany przez dwa single: „Lumberjack” i „WusYaName”, które zostały wydane razem z teledyskami. Album zyskał szerokie uznanie krytyków i został opisany jako mieszanka stylów z nutami nostalgii w całej jego produkcji. Niektórzy krytycy porównywali album do jego poprzedniego wydawnictwa, Igor. Album zadebiutował na pierwszym miejscu listy Billboard 200, stając się, drugim numerem jeden Tylera w Stanach Zjednoczonych.

## Lista utworów
1. „Sir Baudelaire” (gośc. DJ Drama) – 1:28
2. „Corso” – 2:26
3. „Lemonhead” (gośc. 42 Dugg) – 2:10
4. „WusYaName” (gośc. YoungBoy Never Broke Again, Ty Dolla Sign)  – 2:01
5. „Lumberjack”  – 2:18
6. „Hot Wind Blows” (gośc. Lil Wayne) – 2:35
7. „Massa”  – 3:43
8. „RunItUp" (gośc. Teezo Touchdown)  – 3:49
9. „Manifesto” (gośc. Domo Genesis) – 2:55
10. „Sweet / I Thought You Wanted to Dance” (gośc. Brent Faiyaz, Fana Hues) – 9:48
11. „Momma Talk” – 1:10
12. „Rise!” (gośc. Daisy World) – 3:23
13. „Blessed” – 0:57
14. „Juggernaut” (gośc. Lil Uzi Vert, Pharrell Williams) – 2:26
15. „Wilshire” – 8:35
16. „Safari” – 2:57 / „Fishtail” – 3:25 (wersja CD)

## Pozycje na listach
| Lista (2021)                             | Pozycja |
| ---------------------------------------- | ------- |
| Australian Albums (ARIA)                 | 2       |
| Austrian Albums (Ö3 Austria)             | 6       |
| Belgian Albums (Ultratop Flanders)       | 5       |
| Belgian Albums (Ultratop Wallonia)       | 8       |
| Canadian Albums (Billboard)              | 3       |
| Danish Albums (Hitlisten)                | 3       |
| Dutch Albums (Album Top 100)             | 4       |
| Finnish Albums (Suomen virallinen lista) | 7       |
| French Albums (SNEP)                     | 32      |
| German Albums (Offizielle Top 100)       | 18      |
| Irish Albums (OCC)                       | 3       |
| Italian Albums (FIMI)                    | 32      |
| Lithuanian Albums (AGATA)                | 3       |
| New Zealand Albums (RMNZ)                | 2       |
| Norwegian Albums (VG-lista)              | 4       |
| Polish Albums (ZPAV)                     | 45      |
| Spanish Albums (PROMUSICAE)              | 20      |
| Swedish Albums (Sverigetopplistan)       | 10      |
| Swiss Albums (Schweizer Hitparade)       | 4       |
| UK Albums (OCC)                          | 4       |
| UK R&B Albums (OCC)                      | 4       |
| US Billboard 200                         | 1       |
| US Top R&B/Hip-Hop Albums (Billboard)    | 1       |

## Certyfikaty i sprzedaż
| Kraj                     | Certyfikat      | Sprzedaż   |
| ------------------------ | --------------- | ---------- |
| Kanada (MC)              | złota płyta     | 40 000+    |
| Nowa Zelandia (RMNZ)     | złota płyta     | 7 500+     |
| Polska (ZPAV)            | złota płyta     | 10 000+    |
| Stany Zjednoczone (RIAA) | platynowa płyta | 1 000 000+ |
| Wielka Brytania (BPI)    | złota płyta     | 100 000+   |